# Tréguier
Tréguier (Landreger in lingua bretone) è un comune francese di 2 985 abitanti situato nel dipartimento delle Côtes-d'Armor nella regione della Bretagna.
Tréguier è il capoluogo storico del Trégor. Il centro storico d'impronta medievale è ben preservato e racchiude vari monumenti storici, tra cui spicca la cattedrale di Saint-Tugdual, di stile gotico bretone con una parte romanica e dedicata al primo vescovo della città, san Tugdual. Vi si trova il sepolcro di Sant'Ivo, santo patrono della Bretagna.
La città ha dato i natali allo scrittore Ernest Renan, uno dei maggiori intellettuali francesi della seconda metà dell'Ottocento. La sua casa natia è stata trasformata in un museo ed è stata dichiarata monumento nazionale.

## Società

### Evoluzione demografica
Abitanti censiti

## Galleria d'immagini

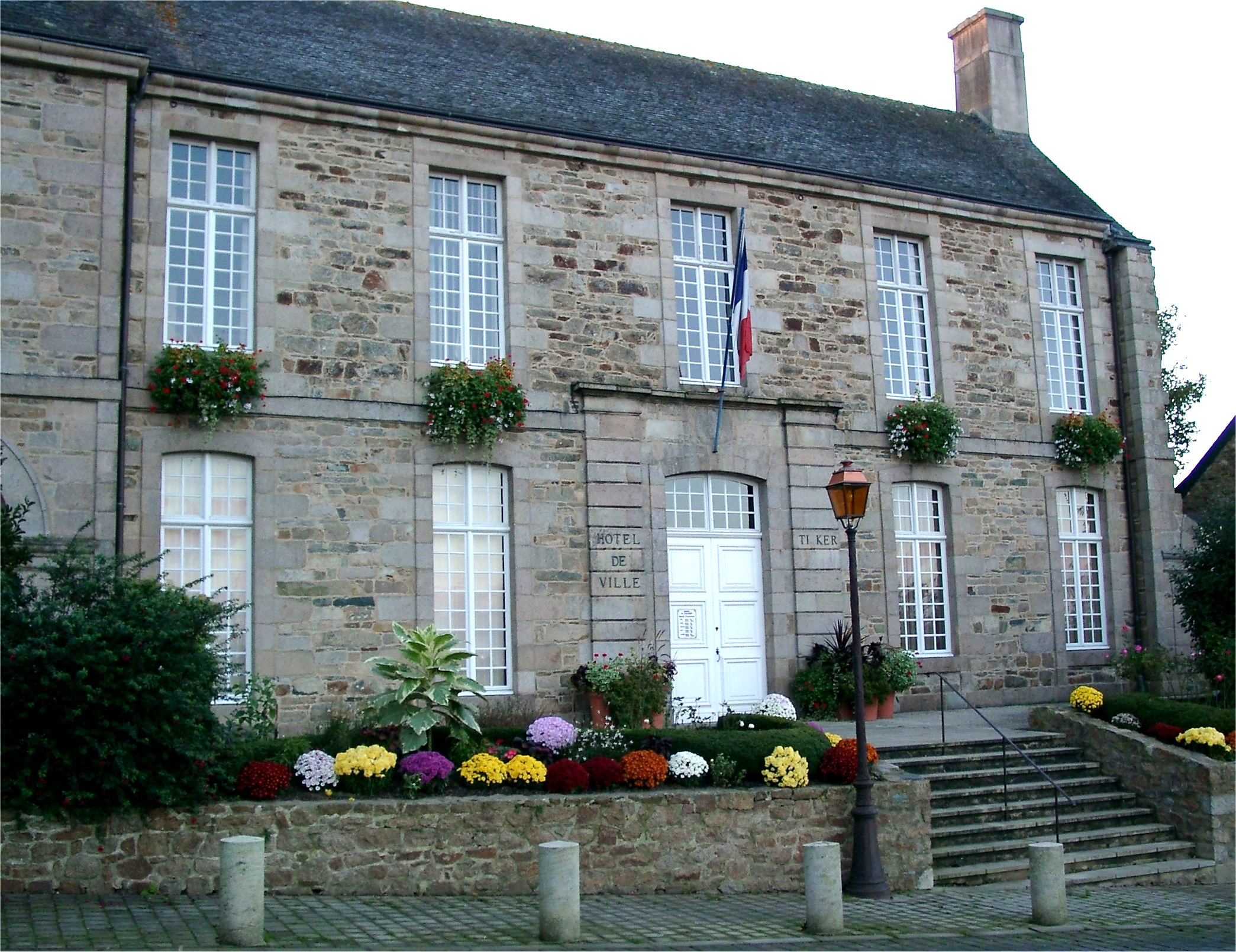
Municipio di Tréguier
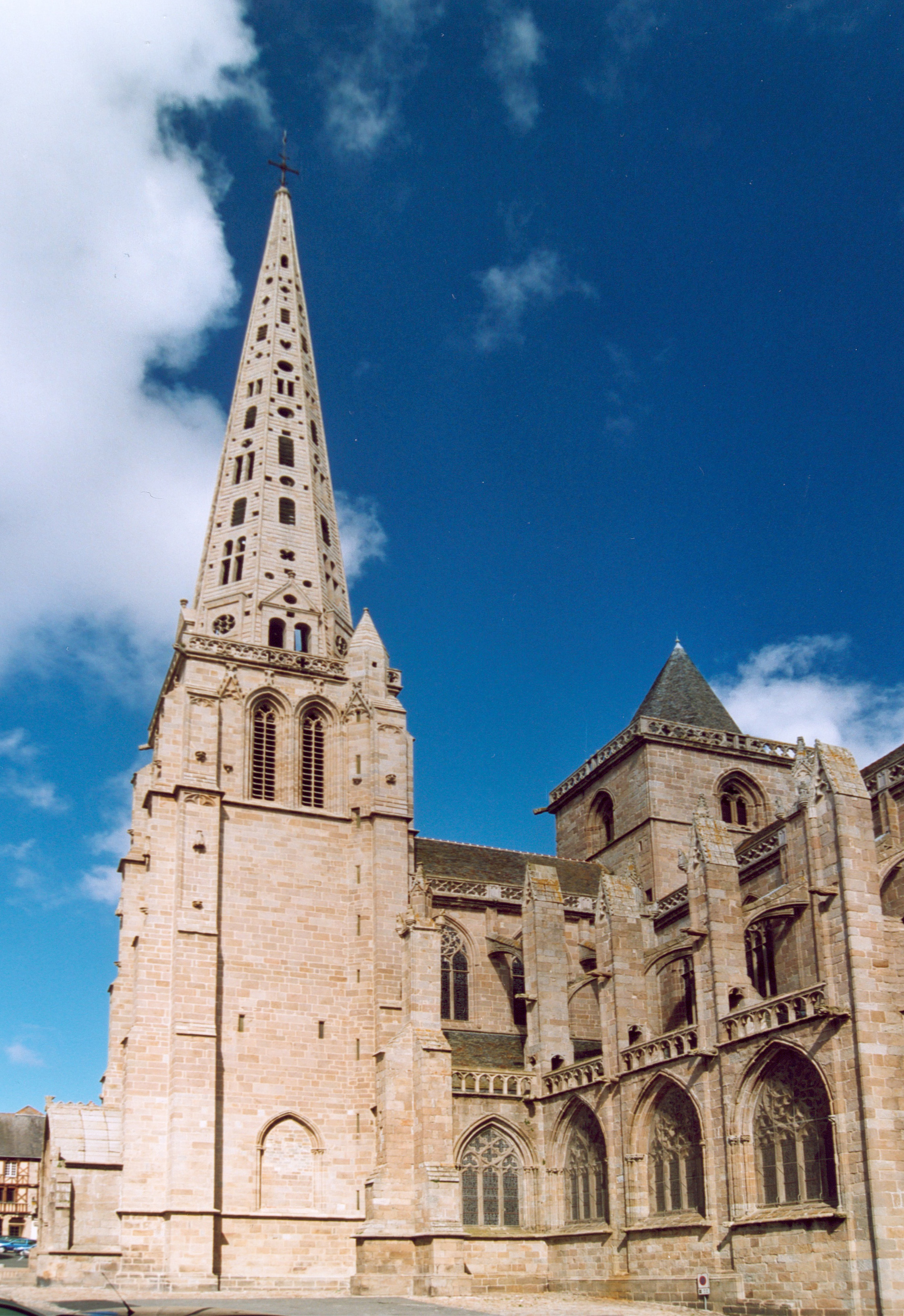
Facciata esterna della Cattedrale di Saint-Tugdual (1)
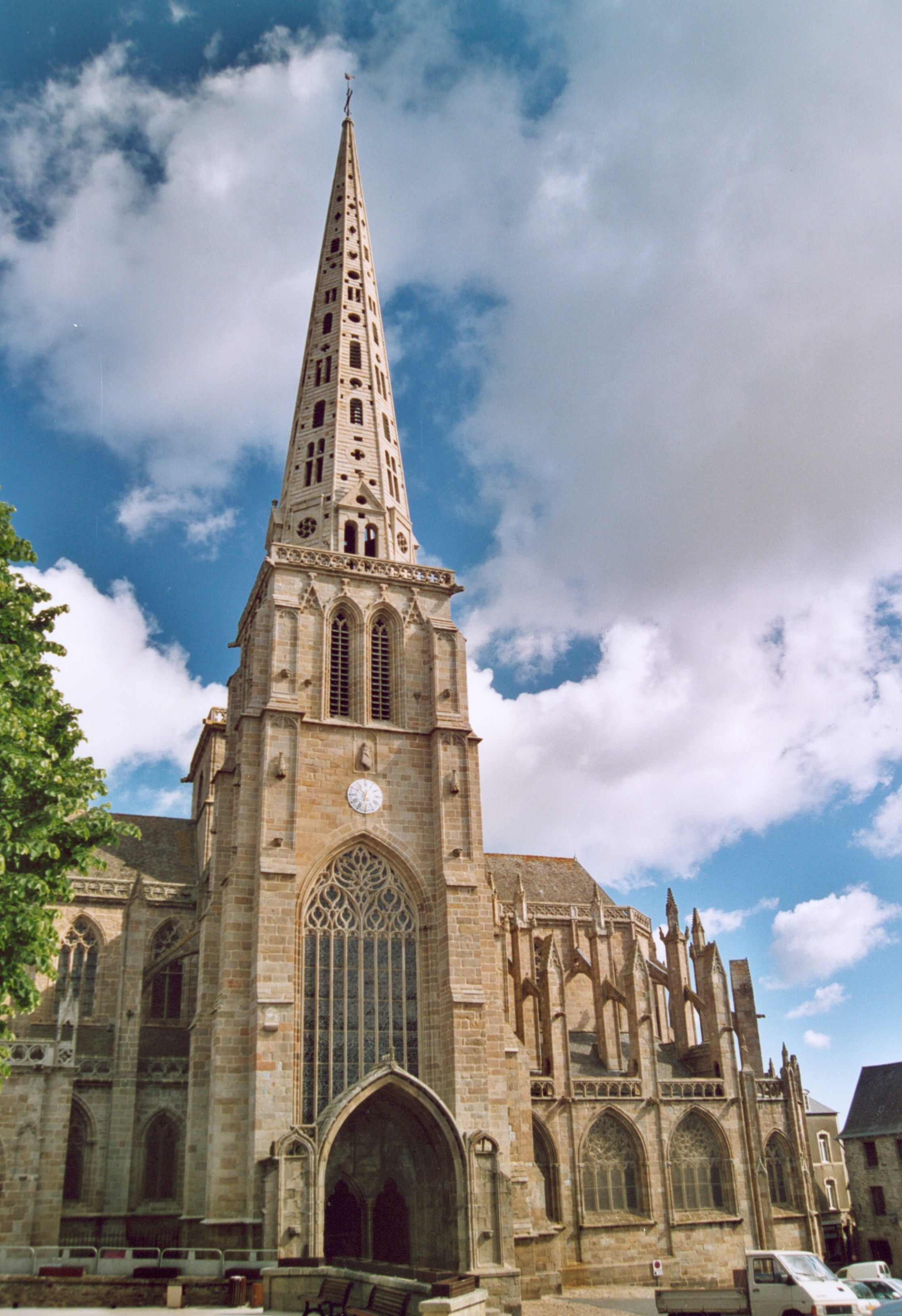
Facciata esterna della Cattedrale di Saint-Tugdual (2)
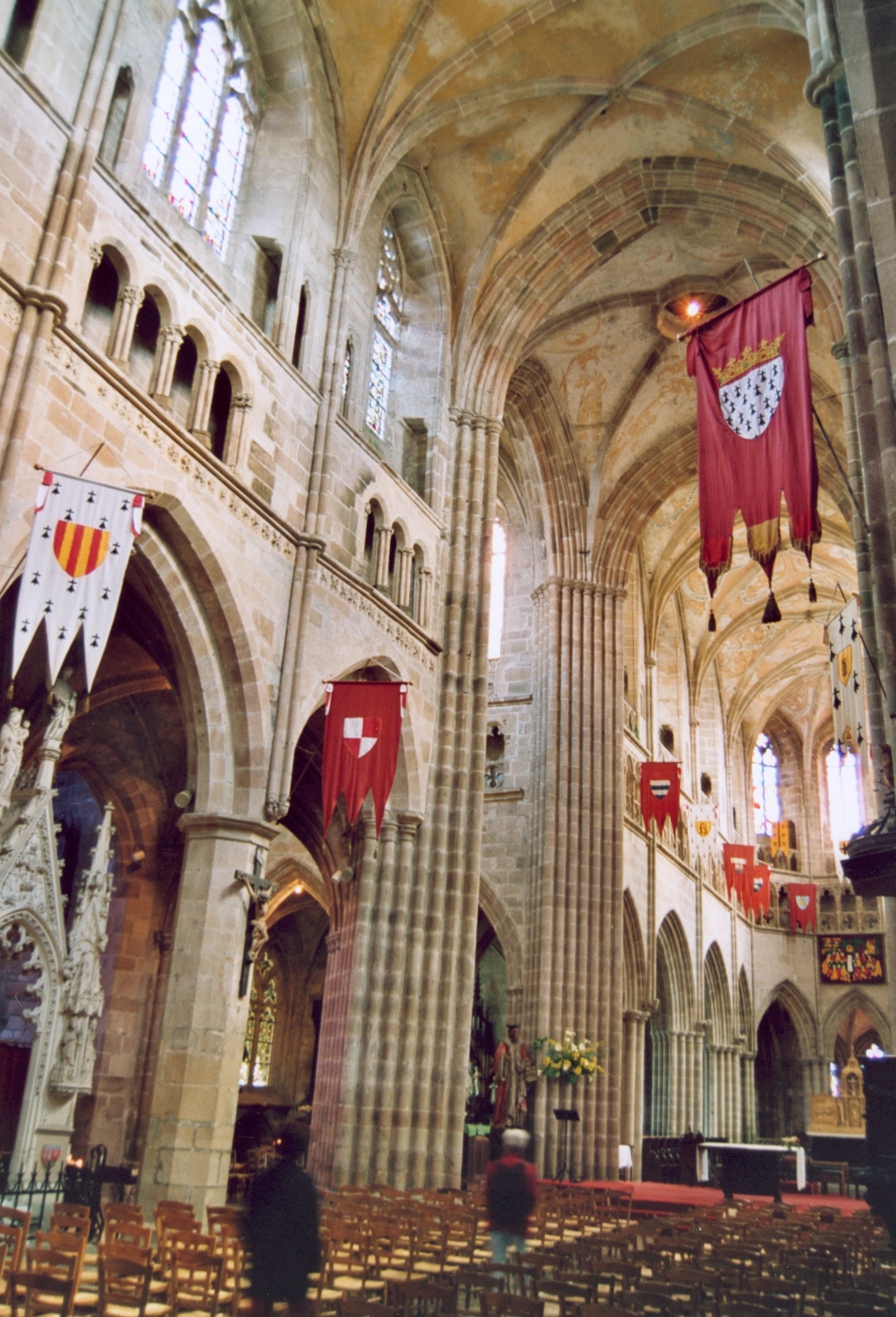
Interno della Cattedrale di Saint-Tugdual (1)
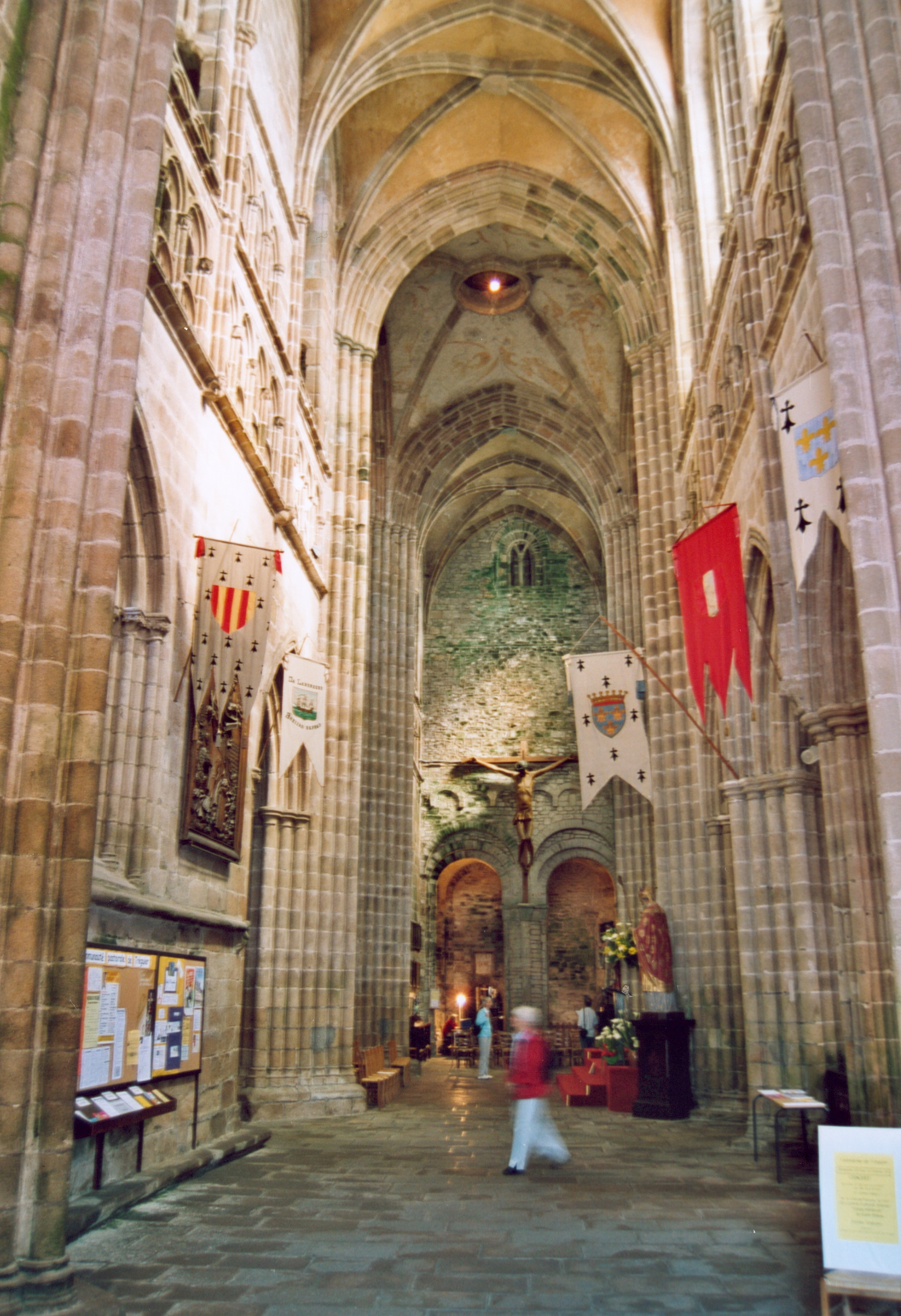
Interno della Cattedrale di Saint-Tugdual (2)
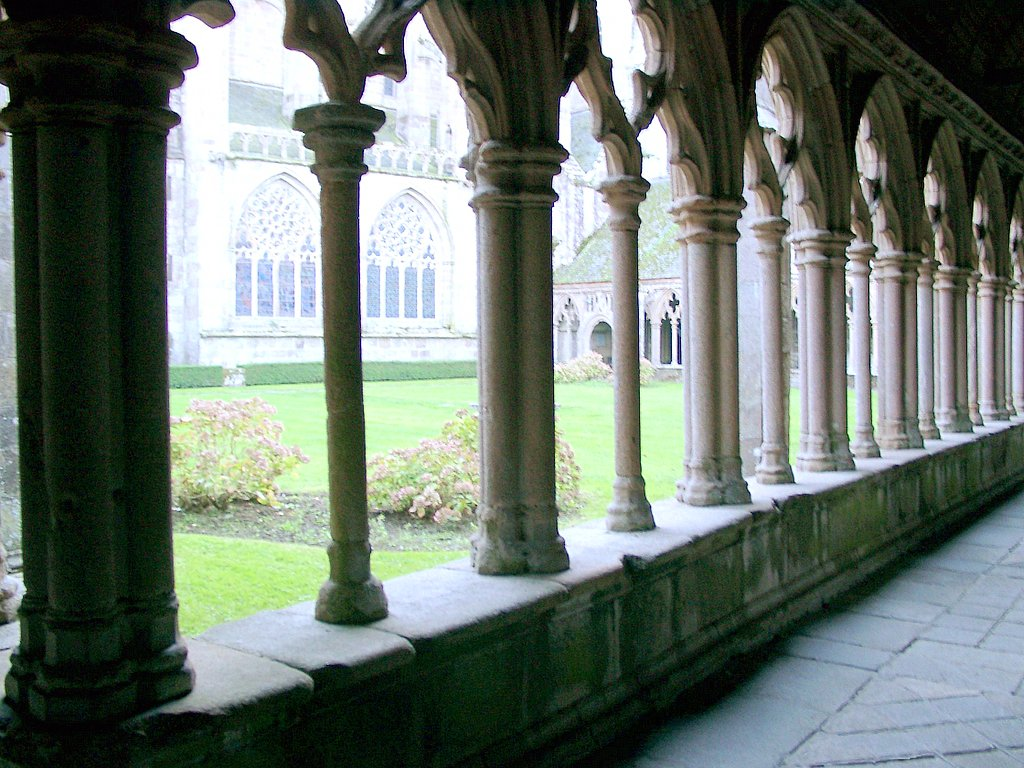
Chiostro della Cattedrale di Saint-Tugdual
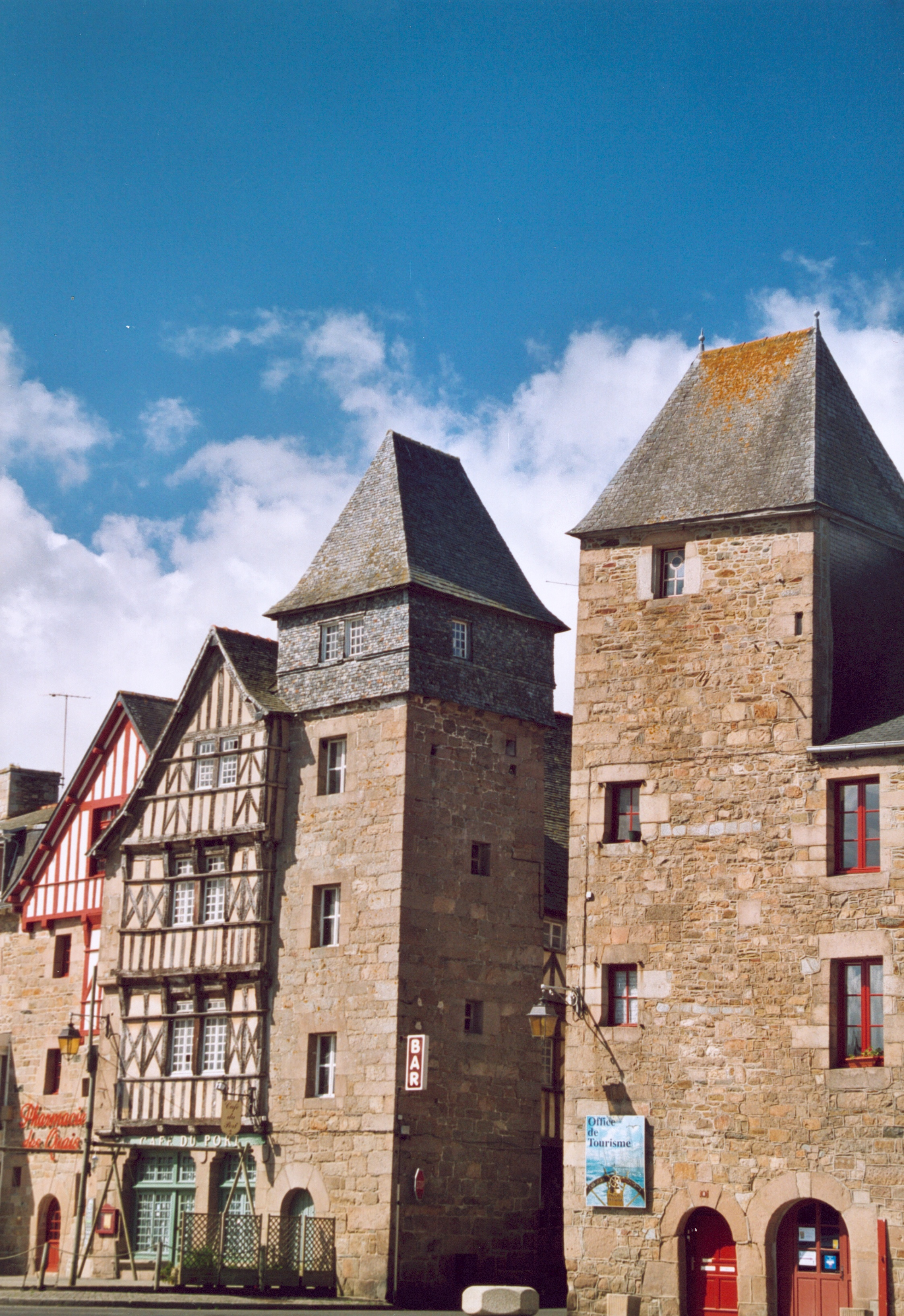
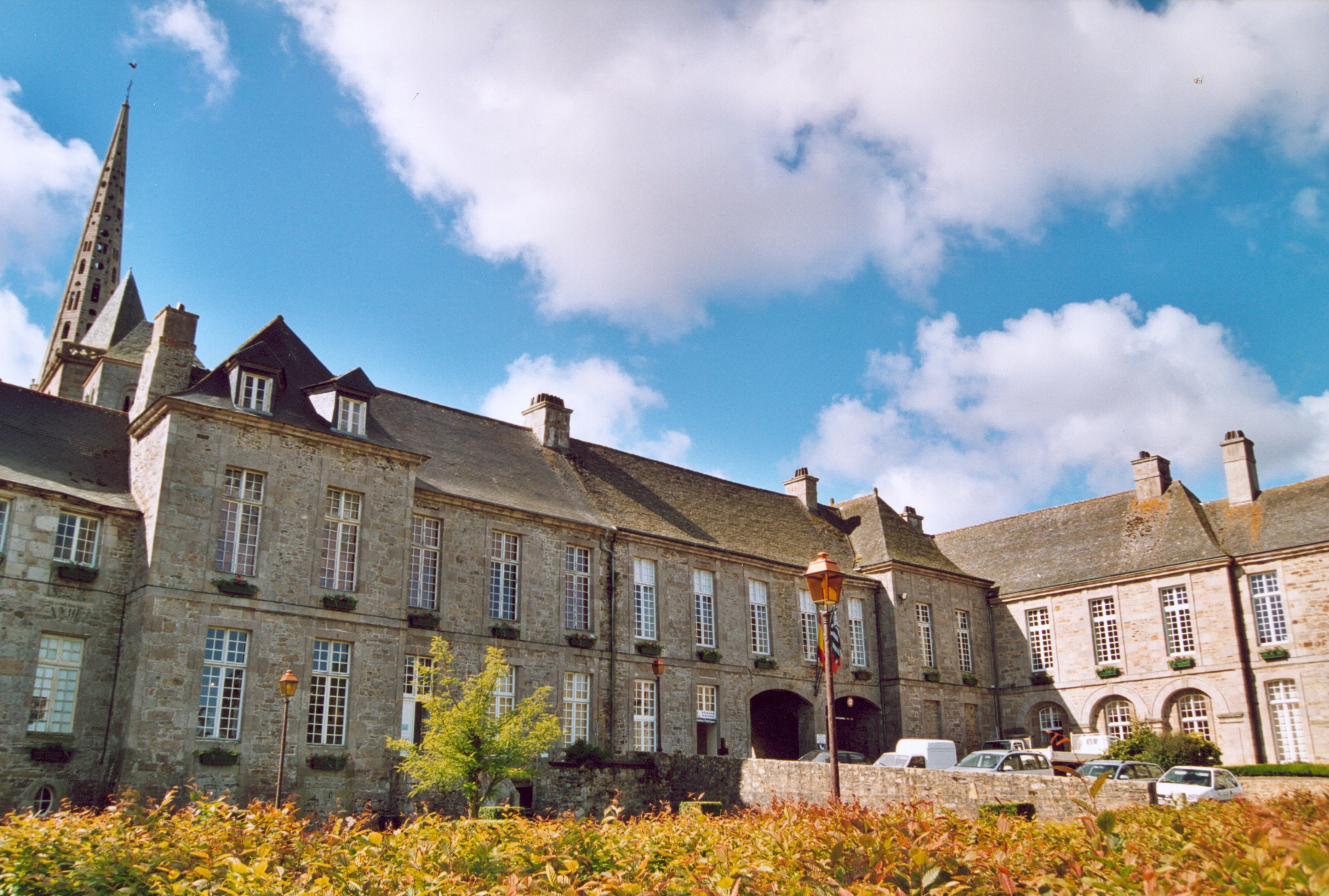
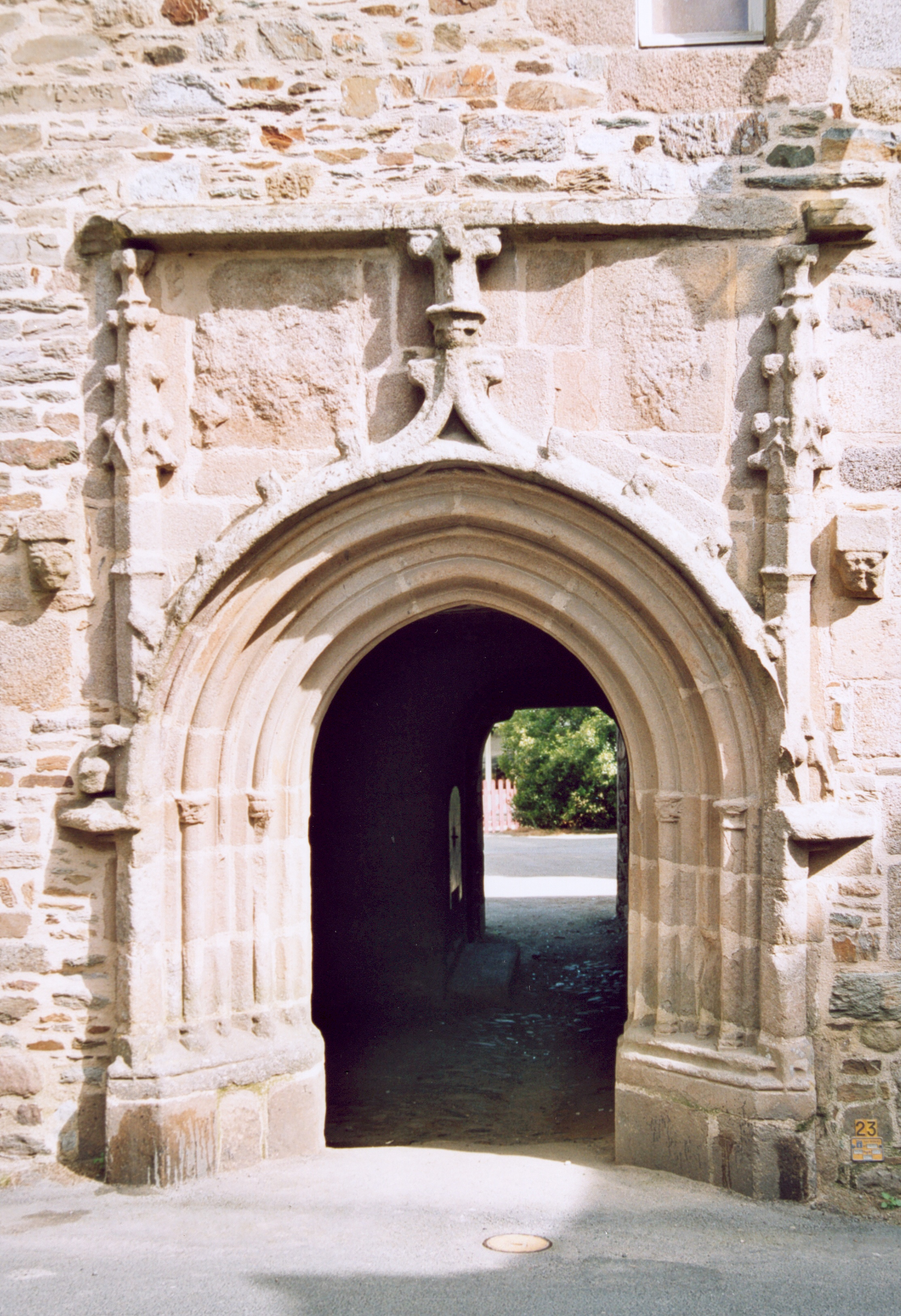